# Prangos arenaria
Prangos arenaria là một loài thực vật có hoa trong họ Hoa tán. Loài này được 8054+ miêu tả khoa học đầu tiên.